# Hütten (Krölpa)
Hütten ist ein Ortsteil der Gemeinde Krölpa im thüringischen Saale-Orla-Kreis.

## Lage
Hütten liegt etwa fünf Kilometer nördlich der Ortslage Krölpa und die kupierte Gemarkung befindet sich geologisch gesehen auf Buntsandstein- und Muschelkalk- verwitterten Böden der Saale-Orlaplatte.

### Nahverkehr
Im öffentlichen Nahverkehr ist Hütten über die Haltestelle Hütten mit folgender Linie erreichbar:
- Bus 969 (KomBus): Friedebach – Hütten – Pößneck

## Geschichte
Hütten wurde im Jahr 1071 erstmals urkundlich erwähnt. Wald- und Landarbeit waren in diesem Ort vorherrschend. 
Der Ort wurde zunächst am 1. Juli 1950 in die Gemeinde Herschdorf b. Pößneck eingemeindet. Am 1. Januar 1997 erfolgte die Umgliederung nach Krölpa.

### Einwohnerentwicklung
Die Einwohnerzahl betrug 1933 121 und 1939 119. Derzeit leben 110 Menschen in Hütten.